# Сахват-ель-Худр
Сахват-ель-Худр (англ. Sahwat al-Khudr, араб. سهوة الخضر) — поселення в Сирії, що складає невеличку друзьку общину в нохії Ес-Сувейда, яка входить до складу однойменної мінтаки Ес-Сувейда в південній сирійській мухафазі Ес-Сувейда.